# Переулок Матвеева (Санкт-Петербург)
Переулок Матве́ева — переулок в Адмиралтейском районе Санкт-Петербурга. Проходит от набережной реки Мойки до улицы Декабристов.

## История названия

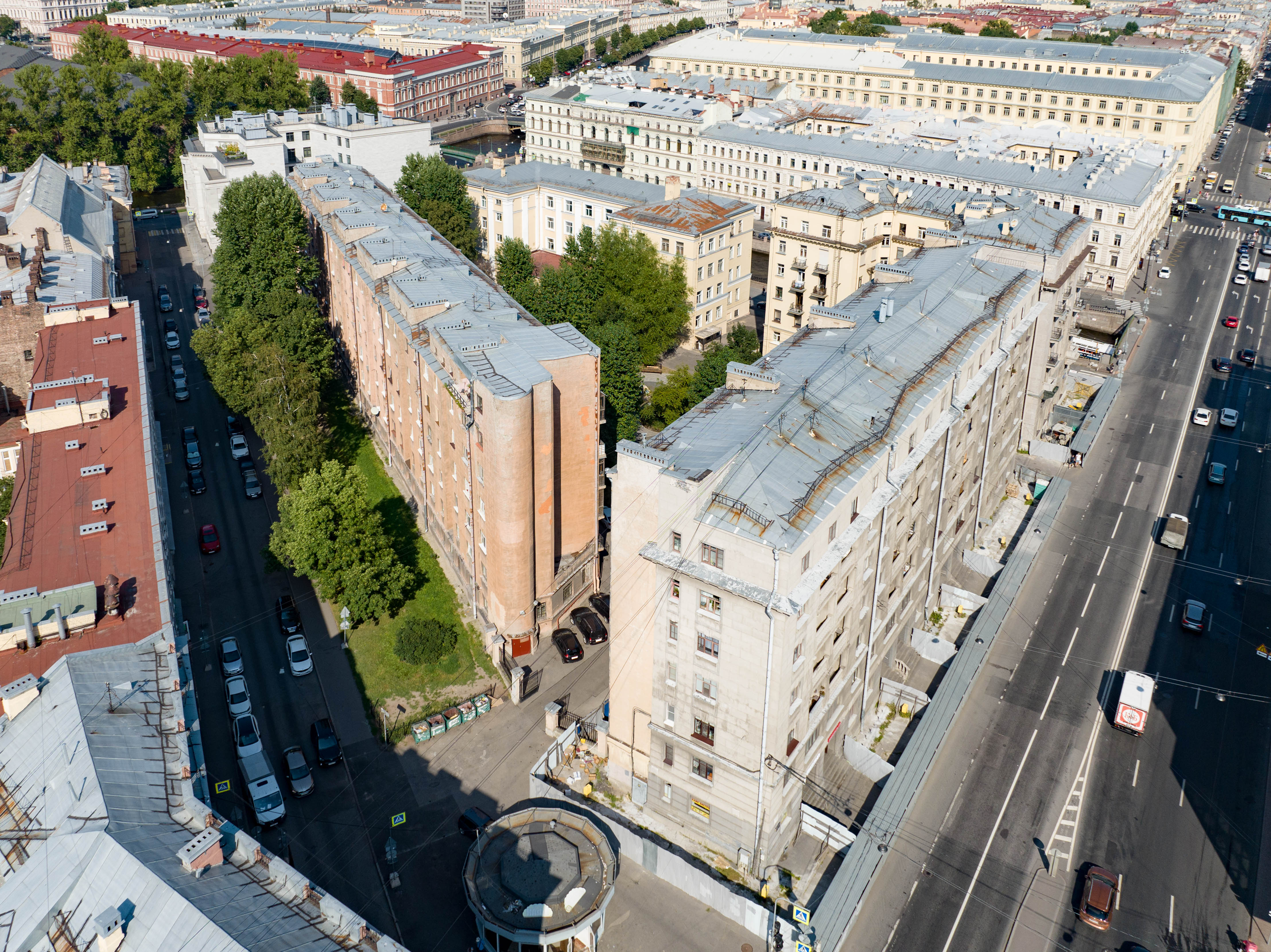
Вид на переулок с воздуха

Первоначальное название Тюремный переулок известно с 1844 года (официально присвоено 12 мая 1850 года), дано по находившемуся в доме 2 в здании Литовского замка тюрьмы.
Современное название переулок Матвеева присвоено в марте 1919 года, дано в честь С. М. Матвеева, рабочего-большевика, участника Гражданской войны в России.

## История
Улица возникла в первой половине XVIII века.
В 1842 г. владелица соседнего с Литовским замком участка Е. П. Трувеллер продала его часть Городской Думе для организации переулка вдоль тюрьмы. Она обращалась на имя Санкт-Петербургского военного генерал-губернатора с просьбой, чтобы переулок был назван Замковым, но по высочайшему повелению он был назван Тюремным. И уже в справочнике А. Н. Греча 1851 г. сообщается, что за тюрьмой от Мойки до Офицерской улицы (нынешняя ул. Декабристов) недавно был проведён переулок «для пресечения всякого сообщения с тюрьмою».

## Примечательные здания и сооружения
- Дом № 1, литера А — здание училища и Совета реформатских церквей, 1913—1914 гг., гражд. инж. А. А. Гимпель. В настоящее время — Музыкальный колледж имени Н. А. Римского-Корсакова;  781710992600005
- Дом № 3, корпус 2 — комплекс служебных построек Дирекции Императорских театров, 1883—1885 гг., арх. В. А. Шретер, 1890—1891 гг., гражд. инж. А. Р. Гешвенд;
- Средняя специальная музыкальная школа государственной консерватории им. Римского-Корсакова.